# شعله ابدی (ترانه)
شعلۀ ابدی (انگلیسی: Eternal Flame) آهنگی از گروه پاپ راک آمریکایی بنگلز برای سومین آلبوم استودیویی آن‌ها به نام همه‌چیز (۱۹۸۸) است.

## تومویا ناگاسه با حضور تیری تی
در سال ۱۹۹۷، یک نسخه ژاپنی از آهنگ توسط تومویا ناگاسه، خواننده گروه راک ژاپنی توکیو، با تیری تی ضبط شد. این آهنگ به‌عنوان آهنگ تم درام تلویزیونی نیپون DXD استفاده شد که در آن ناگاسه نقش اصلی را بازی کرد. او همچنین اشعار نسخه ژاپنی را نوشت. این نسخه به صورت تک‌آهنگ در ژاپن با نام «تومویا با تیری تی» منتشر شد.

## منبع
1. ↑  Fleming، Amy؛ Fleming، Interviews by Amy (۲۰۲۱-۰۵-۰۳). «'I did the vocals in the nude' – the Bangles on how they made Eternal Flame» (به انگلیسی). The Guardian. شاپا 0261-3077. دریافت‌شده در ۲۰۲۳-۰۲-۱۵.